# Didždvario-Gymnasium Šiauliai

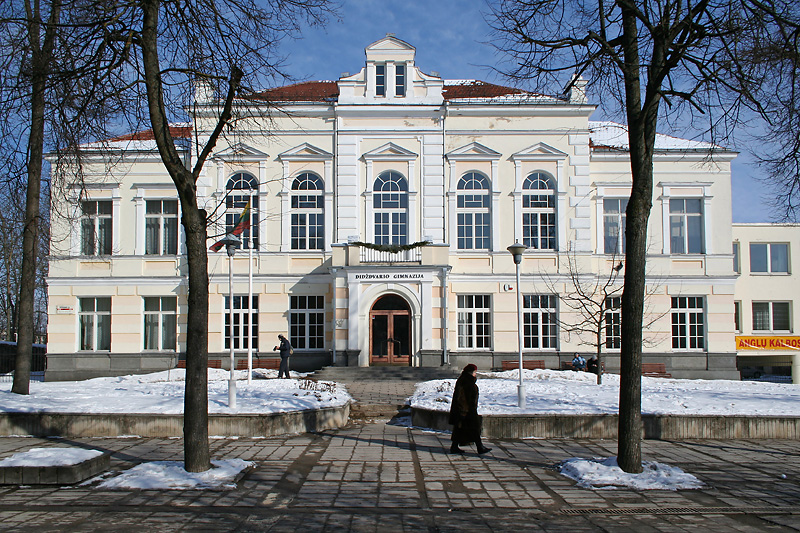

Das Gymnasium Didždvario (litauisch Didždvario gimnazija) ist ein staatliches Gymnasium in Šiauliai in Litauen. Seit 2005 kann man dort als Schulabschluss das International Baccalaureate auf Englisch erwerben.

## Erasmus+
Die Schule koordinierte von 2017 bis 2019 ein Erasmus+-Programm, an dem weitere Schulen aus Polen, Spanien, der Türkei, Rumänien und Litauen teilnahmen.

## Geschichte
Im Frühjahr 1896 begann man mit der Erlaubnis des Gouvernements Kowno, Spendengelder zur Finanzierung der Schule einzuwerben. 1898 wurde das Gebäude des Mädchengymnasiums Šiauliai auf einem Grundstück des Grafen Nikolajus Zubovas errichtet. Der Schulbetrieb begann im Jahr 1900. Unterrichtssprache war Russisch. 1905 gab es den ersten Abiturjahrgang mit 32 Abiturientinnen. Während des Ersten Weltkriegs war auf dem Gelände ein deutsches Lazarett untergebracht. Von 1918 bis 1928 hieß die Schule Gymnasium Šiauliai, von 1954 bis 1994 5. Mittelschule Šiauliai, von 1994 bis 1999 Didždvario-Mittelschule Šiauliai und seit 1999 Didždvario-Gymnasium Šiauliai.

## Bekannte Schüler
Absolventen nach Abschlussjahr
- Gražbylė Venclauskaitė (1912–2017), Rechtsanwältin
- Zigmas Vaišvila (* 1956), Physiker und Politiker, Vizepremierminister
- Roma Žakaitienė (* 1956), Juristin und Politikerin, Bildungsministerin und Seimas-Mitglied
- Artūras Žukauskas (* 1956), Physiker, Professor, Universitätsrektor
- Eugenijus Maldeikis (* 1958), Mitglied des Europaparlaments
- Viktorija Čmilytė (* 1983), Schachspielerin (IGM)
- Kamilė Gogelienė (* 1994), Politikerin, Vizeministerin der Verteidigung

## Leitung
- 1980–1999: Dalia Sabalienė
- 1999–2009: Vaidas Bacys

## Partner
- 1. Staatsgymnasium Riga in Riga,  Lettland
- Liceum Ekola,  Polen
- Teplice Gymnasium,  Tschechien
- HAK Grazbachgasse in Graz,  Österreich
- Centre Information Jeunes,  Luxemburg
- Association for Democratic Prosperity – ZID,  Montenegro
- Gazi University Project Coordination Implementation and Research Center,  Türkei
- Georgian Youth For Europe,  Georgien
- AHA – Tipps Und Infos Für Junge Leute,  Österreich
- Ayrudzy NGO,  Armenien
- Associazione Culturale Link,  Italien
- Casa da Horta, Associacao Cultural,  Portugal
- Kulturne centrum Aktivity, o.z.,  Slowakei
- SVC Déčko Náchod,  Tschechien
- WIESCO,  Vereinigte Staaten